# Finansinstitut
Finansinstitut är en bred term för företag som har som huvudverksamhet att agera på finansmarknaden. Banker är ett slags finansinstitut, men det finns även andra kategorier, exempelvis hypoteksinstitut. Att det finns olika kategorier beror på att det ofta finns bestämda lagar och förordningar i respektive land som styr finansinstitutens verksamhet. De förekommande kategorierna kan också variera mellan länder.